# Список умерших в 835 году

## Апрель
- 22 апреля — Кукай, крупный религиозный, культурный и общественный деятель Японии начала эпохи Хэйан.

## Ноябрь
- 27 ноября — Мухаммад ат-Таки (24), 9-й шиитский имам.

## Дата смерти неизвестна или требует уточнения
- Беренгер, маркграф Тулузы (816—835), граф Палларса и Рибагорсы (816—833), граф Барселоны, Жероны, Бесалу и маркиз Септимании (832—835), граф Ампурьяса и Руссильона (832—834).
- Владислав, князь Приморской Хорватии (821—ок. 835).
- Гитто, епископ Фрайзинга (810/811—835).
- Домналл III, король гэльского королевства Дал Риада (811—835).
- Ибрахим ан-Наззам, арабо-мусульманский философ, представитель мутазилитской школы калама, основатель секты наззамийя.
- Яхья аль-Хайят, ученик Машаллаха ибн Асари, один из ведущих астрологов своего времени.